# Sibelius (Film)
Sibelius ist ein finnischer Biografiefilm aus dem Jahr 2003. Er hat den finnischen Komponisten Jean Sibelius zum Thema.

## Handlung
Während Johan Julius Christian („Jean“) Sibelius noch Kind ist, stirbt sein Vater Christian; die Familie steht vor dem finanziellen Ruin und muss ihr Anwesen verkaufen. In seinem Onkel Pehr findet der junge Sibelius eine neue Vaterfigur.
Zu Beginn seines Musikstudiums bei Martin Wegelius übernimmt Sibelius den Vornamen seines vor langer Zeit verstorbenen Onkels Jean. Von Selbstzweifeln geplagt, wechselt er zum Studium der Rechtswissenschaften, kehrt aber auf Anraten seines Professors zur Musik zurück, die ihm am Herzen liegt, während er an Jura kein Interesse findet.
Sibelius lernt Aino, Tochter der Kunstförderin Elisabeth Järnefelt und seine spätere Ehefrau, kennen; zudem kommt Sibelius in Kontakt mit Komponisten wie Robert Kajanus und Ferruccio Busoni. Aino ist beeindruckt von den Werken des befreundeten Schriftstellers Juhani Aho. Während eines einjährigen, von Wegelius vermittelten Stipendiums in Berlin im Jahr 1889 muss er sich mit den kritischen Ansprüchen seines Lehrers Albert Becker auseinandersetzen. Sibelius vertieft seine Freundschaft zum Schriftsteller Adolf Paul. Während seiner Zeit in Berlin stirbt sein Onkel Pehr.
Nach seiner Rückkehr aus Berlin macht Sibelius der hocherfreuten Aino einen Heiratsantrag. Kurz nach der Verlobung tritt er einen Studienaufenthalt in Wien an, wo er wichtige gesellschaftliche Kontakte knüpft. Dort scheitern jedoch seine Pläne, eine Karriere als Violinist anzustreben. Sibelius wird von Eifersucht geplagt, als sich herausstellt, dass Juhani Aho seine Zuneigung zu Aino in einem Roman verarbeitet hat.
Als Sibelius wieder zurück in Finnland ist, heiraten er und Aino. Sibelius feiert einen ersten Erfolg mit seiner Sinfonischen Dichtung Kullervo. Bald kommt die erste Tochter Eva zur Welt. Als 1894 der russische Zar Alexander III. stirbt, machen sich Sibelius’ Freunde Sorgen darum, wie sich die russische Vorherrschaft in Finnland unter dem neuen Zaren Nikolaus II. entwickelt.
Die Familie Sibelius vergrößert sich durch die Geburt weiterer Töchter; Sibelius jedoch konzentriert sich voll und ganz auf das Komponieren, was zu Verstimmungen in der Ehe führt. Wenig später stirbt Sibelius’ Mutter Maria. Sibelius und Kajanus trotzen der sich verschärfenden russischen Zensur bei einer Aufführung von Sibelius’ patriotischer Sinfonischer Dichtung Finlandia.
Andererseits muss Sibelius bald den Verlust seiner Tochter Kirsti verkraften, die an Typhus stirbt. Während eines Aufenthaltes der Familie Sibelius im italienischen Rapallo erkrankt eine der überlebenden Töchter, erholt sich aber zur Erleichterung der Familie. Sibelius komponiert in Rapallo seine Zweite Sinfonie, deren Uraufführung ein großer Erfolg wird. Durch den Bau eines eigenen Hauses – Ainola – am See Tuusulanjärvi bekommt das Ehepaar Sibelius finanzielle Probleme. Sibelius’ erkrankte Schwester muss in ein Sanatorium; Sibelius selbst leidet unter Ohrgeräuschen und den Folgen seiner Trunksucht; nach einer Tumoroperation gibt Sibelius das Rauchen und das Trinken auf.
Nach der Komposition der König Christian-Suite schreibt Sibelius den Jäger-Marsch für die im Rahmen der Oktoberrevolution gegen Russland kämpfenden Truppen. In der Folge der Unruhen durchsucht die Rote Armee sein Haus nach Waffen. Auf Grund der Komposition des Jäger-Marsches muss Sibelius mit seiner Familie fliehen.
Im hohen Alter verbrennt Sibelius seine Entwürfe zu einer Achten Sinfonie.